# Ferrocromo

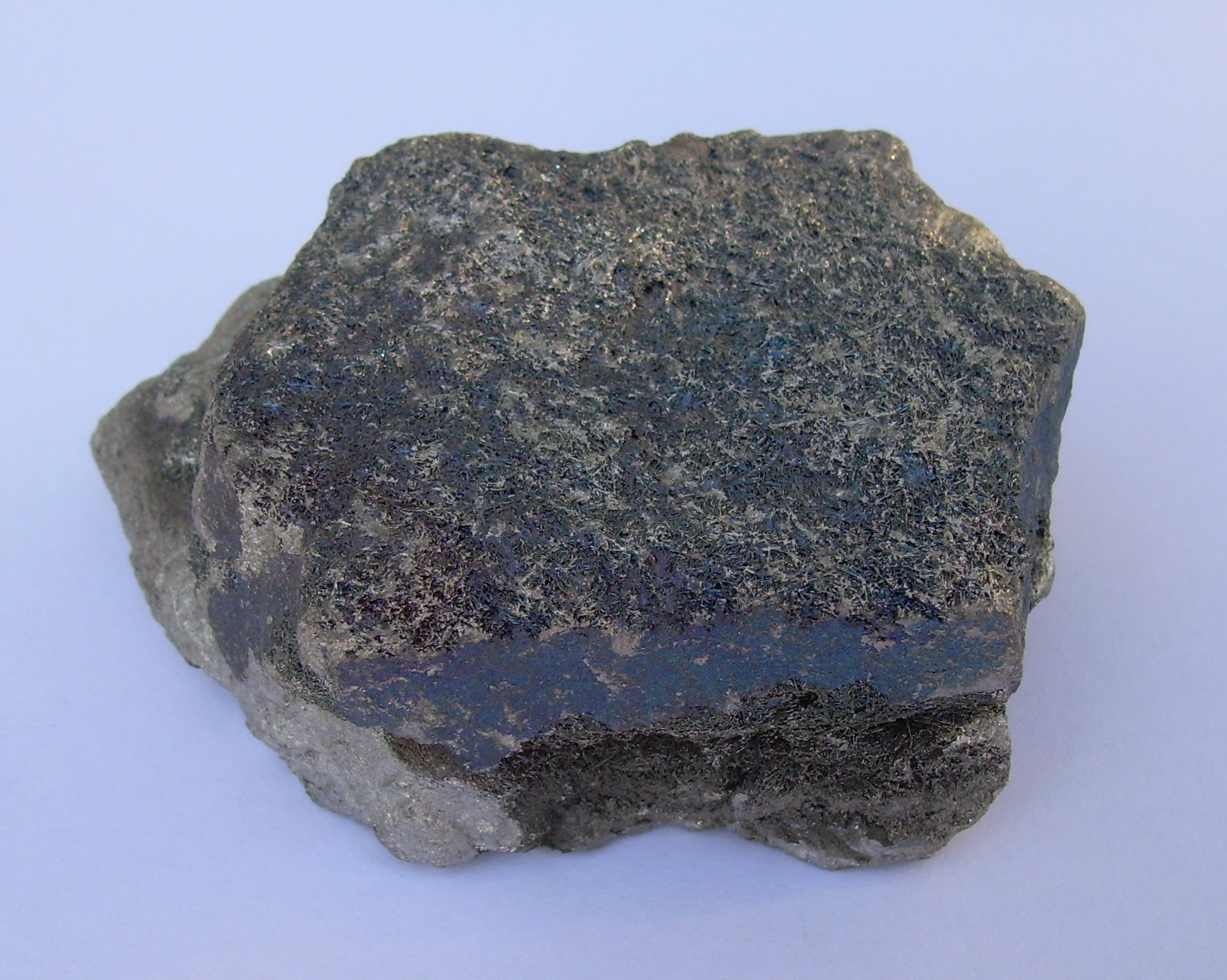
Ferrocromo

Ferrocromo é uma liga metálica de ferro e cromo, contendo entre 50% e 70% de cromo.